# ムーンライト八重垣
ムーンライト八重垣（ムーンライトやえがき）とは、かつて西日本旅客鉄道（JR西日本）が京都駅または大阪駅 - 出雲市駅間を東海道本線・山陽本線・伯備線・山陰本線経由で運行していた臨時夜行快速列車である。

## 概要
1989年12月に、大阪駅 - 大社駅間を福知山線・山陰本線・大社線経由で結んでいた臨時夜行急行列車「だいせん」81号・82号を快速列車に格下げし、「ふるさとライナー山陰」として京都駅 - 出雲市駅間で運転を開始したのがこの列車のルーツである。翌1990年7月には「ムーンライト山陰」と名称が変更されたが、同年12月に再び「ふるさとライナー山陰」へと戻し、1996年7月からは「ムーンライト八重垣」として運転されるようになった。
2005年の年始を最後に運転を休止している。

### 列車名の由来
JR各社が夜行快速列車名に採用している「ムーンライト」を冠し、「八重垣」は島根県松江市にある八重垣神社から採られている。

## 廃止直前の運行概況
お盆年末年始を中心に多客期のみ運転されていた。登場当初は、「ムーンライト高知」「ムーンライト山陽」と併結運転を行っていたが、のちに単独で運転されるようになった。2000年夏までは京都駅 - 出雲市駅間で運転されていたが、2001年夏以降、JR西日本の「ムーンライト」シリーズで唯一の大阪駅発着となった。

### 停車駅
大阪駅 - 三ノ宮駅 - 神戸駅 - 明石駅 - 加古川駅 - 姫路駅 - 岡山駅 - 生山駅 - 根雨駅 - 伯耆大山駅 - 米子駅 - 安来駅 - 松江駅 - 玉造温泉駅 - 宍道駅 - 出雲市駅

### 使用車両
14系座席車を基本とし、夏期には「シュプール号」編成を使用した。「ムーンライト九州」などと違い、普通車指定席に加えて自由席が設定されていた。2001年冬まではB寝台も連結していたが、寝台車は青春18きっぷのみでは利用不可の規定を知らず、別途乗車券や所定の料金券を購入せずに利用しようとする乗客もおり、トラブルの元となるので連結は中止された。

### 担当乗務員区所
- 車掌
  - 米子車掌区

## 沿革
- 1989年（平成元年）12月：これまで大阪駅 - 大社駅間を福知山線・山陰本線・大社線経由で結んでいた、臨時夜行急行「だいせん」81・82号を快速列車に格下げする形で、「ふるさとライナー山陰」として京都駅 - 出雲市駅間の運行を開始。
- 1990年（平成2年）
  - 7月：「ムーンライト山陰」と名称を変更。
  - 12月：再び「ふるさとライナー山陰」と名称を変更。
- 1996年（平成8年）7月：「ムーンライト八重垣」と名称を変更。
- 1999年（平成11年）12月：大阪駅発着に変更。
- 2000年（平成12年）7月：京都駅発着で運行。
- 2001年（平成13年）
  - 7月：大阪駅発着で運行。以来大阪駅発着となる。
  - 12月：B寝台車の連結を中止。座席車のみの編成となる。
- 2004年（平成16年）夏季：全線をDD51（宮原車）が牽引を担当
- 2005年（平成17年）：運転を休止[1]。